# Les Quatre de Baker Street
Les Quatre de Baker Street est une série de bande dessinée d’aventure policière française créée par le scénariste Jean-Blaise Djian, Olivier Legrand et le dessinateur David Etien, éditée en 2009 par les éditions des Vents d'Ouest. Elle met en scène un groupe de trois francs-tireurs de Baker Street, en faisant référence à leurs apparitions dans les romans de Conan Doyle, et en expliquant l'absence remarquée de leur ancien chef, Wiggins.
C'est « une série considérée de référence par les spécialistes de Conan Doyle ».

## Description

### Synopsis
Billy, Black Tom et Charlie sont trois enfants livrés à eux-mêmes dans l’East End londonien de la fin du XIXe siècle. Ils sont inséparables et font parfois office d'espions des rues pour le célèbre Sherlock Holmes. De quoi leur donner des envies d'enquêter par eux-mêmes et espérer être trois détectives en herbe dignes du maître de Baker Street…

### Personnages

#### Protagonistes
William Fletcher, ou BillyLe garçon blondinet et intellectuel du groupe. Malgré sa condition de gamin des rues, c'est un garçon instruit. Cela s'entend à son niveau de langue et l'oblige souvent à se reprendre pour que ses amis le comprennent. Il est un fervent admirateur de Sherlock Holmes et le désigne parfois comme leur "mentor". Il tire de cette admiration la manie de vouloir planifier leurs petites enquêtes.
Black Tom de Kilburn, ou TomLe garçon irlandais aux cheveux noirs. Il est d'un caractère fougueux et a tendance à foncer dans le tas. Agile comme un chat, c'est un monte-en-l'air de premier ordre. Son caractère est opposé à celui de Billy de sorte que leurs débats finissent souvent en disputes où les termes "intello", "irlandais illettré" et "Holmes junior" fusent souvent. Tom voit d'ailleurs Mr Holmes comme un employeur et distributeur de prime plutôt que comme un "père". Il reproche d'ailleurs à Billy de considérer Mr Holmes de la sorte. Il est assez sensible aux charmes féminins. On apprend dans le tome 4 que son nom de famille est O'Rourke.
Charlotte, ou CharlieLa fille brune et unique membre féminin du groupe. Garçon manqué, elle cache sa chevelure sous une large casquette et se fait appeler par un prénom masculin (Charlie). Elle n'hésite pas à bousculer Tom quand il lui rappelle son identité. Cette identité est d'ailleurs découverte par Billy et le lecteur à la fin du premier tome, L’Affaire du rideau bleu, Tom prétendant la connaître dès le début. Charlie essaie souvent d'agir comme voix de la raison et élément apaisant. On apprend dans le premier tome que le seul membre de sa famille qui lui reste est sa mère, enfermée comme folle à l'asile de Bedlam.
WatsonLe chat tigré, adopté et baptisé par Charlie au cours du tome 1, d'après le compagnon d'Holmes. Elle le prend souvent dans ses bras. Watson se révèle parfois utile dans les bagarres.

#### Antagonistes
Bloody PercyL’ennemi récurrent apparu dans le troisième tome et mort dans le quatrième tome, Les Orphelins de Londres. Grande asperge aux cheveux noirs, il a une attitude des plus effrayantes avec son sourire sadique, ses yeux mauvais, ses sourcils pointus, son costume et son port de lord. Dans le quatrième tome, fraîchement évadé de prison et désireux de se venger des Quatre, il poursuit Billy (qu'il appelle souvent d'ailleurs "graine de cogne") mais tombe tête la première dans des braises étalées par terre, se brûlant ainsi toute la moitié gauche de la tête. Cela ne fait qu'augmenter sa fureur et son désir de vengeance qui le mèneront à sa perte.
Scabs et sa bandeLes gamins de rue au service de Bloody Percy, dont les principaux sont Scabs, garçon aux cheveux roux et rebelles ; Scruffy, garçon aux cheveux longs et noirs et un autre blondin.

#### Personnages secondaires
Sherlock HolmesLe célèbre détective, représenté sous les traits d'un homme mince aux cheveux noirs, est souvent vu au début ou à la fin des albums, où il félicite les Quatre. Le quatrième tome fait exception à la règle, car il se passe alors que le détective est tombé des chutes de Reichenbach lors de son combat contre le professeur Moriarty, son ennemi de toujours. Néanmoins, subsiste un espoir de le voir réapparaître, car la fin du tome voit le frère du détective recevoir une lettre signée "Your brother S." qui laisse entendre qu'il aurait survécu.
Docteur John WatsonIl accompagne le détective mais parfois entre dans l'histoire depuis son nouveau domicile.
Mme WatsonLa femme du docteur, elle l'encourage souvent à agir pour le mieux mais a parfois peur pour lui.

## Postérité
La série a été adaptée en jeu de rôle sur table par ses auteurs. Le jeu est paru chez Vent d'Ouest en 2013.

## Œuvres

### Albums
- 1 L’Affaire du rideau bleu, Vents d'Ouest, janvier 2009
Scénario : Jean-Blaise Djian et Olivier Legrand - Dessin et couleurs : David Etien - (ISBN 978-2-7493-0437-3)
- 2 Le Dossier Raboukine, Vents d'Ouest, janvier 2010
Scénario : Jean-Blaise Djian et Olivier Legrand - Dessin et couleurs : David Etien - (ISBN 978-2-7493-0519-6)
- 3 Le Rossignol de Stepney, Vents d'Ouest, octobre 2011
Scénario : Jean-Blaise Djian et Olivier Legrand - Dessin et couleurs : David Etien - (ISBN 978-2-7493-0606-3)
- 4 Les Orphelins de Londres, Vents d'Ouest, septembre 2012
Scénario : Jean-Blaise Djian et Olivier Legrand - Dessin et couleurs : David Etien - (ISBN 978-2-7493-0688-9)
- 5 La Succession Moriarty, Vents d'Ouest, avril 2014
Scénario : Jean-Blaise Djian et Olivier Legrand - Dessin et couleurs : David Etien - (ISBN 978-2-7493-0724-4)
- 6 L'Homme du Yard, Vents d'Ouest, mai 2015
Scénario : Jean-Blaise Djian et Olivier Legrand - Dessin et couleurs : David Etien - (ISBN 978-2-7493-0779-4)
- 7 L'Affaire Moran, Vents d'Ouest, septembre 2016
Scénario : Jean-Blaise Djian et Olivier Legrand - Dessin et couleurs : David Etien - (ISBN 978-2-7493-0811-1)
- 8 Les Maîtres de Limehouse, Vents d'Ouest, octobre 2019
Scénario : Jean-Blaise Djian et Olivier Legrand - Dessin et couleurs : David Etien - (ISBN 978-2-7493-0893-7)
- 9 Le Dresseur de canaris, Vents d'Ouest, février 2021
Scénario : Jean-Blaise Djian et Olivier Legrand - Dessin et couleurs : David Etien - (ISBN 978-2-7493-0950-7)
- 10 Le Musée noir, Vents d'Ouest, avril 2024
Scénario : Jean-Blaise Djian et Olivier Legrand - Dessin et couleurs : David Etien - (ISBN 978-2-7493-1010-7)

### Hors-série
- 1 Le Monde des Quatre de Baker Street, Vents d'Ouest, avril 2013
Scénario : Jean-Blaise Djian et Olivier Legrand - Dessin et couleurs : David Etien - (ISBN 978-2-7493-0723-7)
- 2 Le Jeu de rôle, Vents d'Ouest, novembre 2013
Scénario : Jean-Blaise Djian et Olivier Legrand - Dessin et couleurs : David Etien